# Jörgen Smit

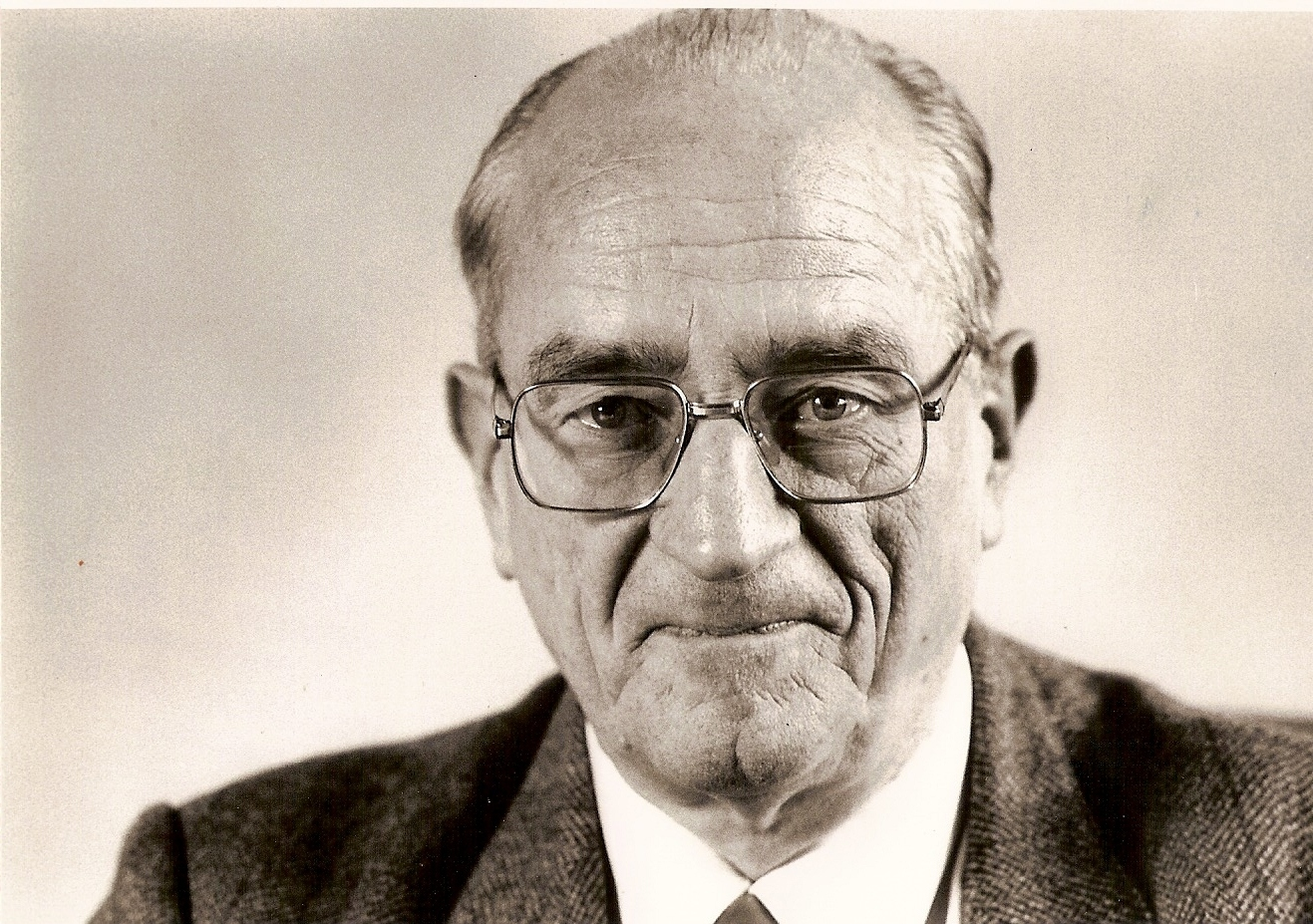
Jörgen Smit, um 1983

Jörgen Smit (* 21. Juli 1916 in Bergen; † 10. Mai 1991 in Arlesheim) war ein norwegischer Lehrer, Hochschuldozent, Redner und Publizist, vor allem in Kontext der Waldorfbewegung und der Anthroposophischen Gesellschaft. Er wirkte als Generalsekretär der anthroposophischen Gesellschaft in Norwegen, als Mitbegründer des Rudolf-Steiner-Seminars in Järna und als Vorstandsmitglied der Allgemeinen Anthroposophischen Gesellschaft am Goetheanum.

## Leben
Jörgen Smit wuchs als zweiter von sieben Söhnen in Bergen, später in Oslo auf. Er stammte aus einer anthroposophischen Familie, sein Vater Christian Sundt Smit wurde 1926 der erste Pfarrer in der Christengemeinschaft. in Norwegen als Jörgen 10 Jahre alt war. Er studierte klassische Philologie in Oslo und Basel mit Altgriechisch als Hauptfach. Er arbeitete von 1941 bis 1965 an der Rudolf-Steiner-Schule in Bergen als Lehrer. Neben seiner Lehrtätigkeit wurde er schon in jungen Jahren Vortragsredner zu einem breiten Themenspektrum, meistens jedoch mit Bezug zur Anthroposophie und zur Waldorfpädagogik. Von 1966 bis 1975 wirkte er entscheidend am Aufbau des Rudolf-Steiner-Seminars in Järna mit, indem er das dortige Lehrerseminar aufbaute. In Zusammenarbeit mit dem Künstler Arne Klingborg, dem Architekten Erik Asmussen und dem Unternehmer Âke Kumlander entstand innerhalb weniger Jahre ein größeres anthroposophisches Zentrum.
1975 wurde er nach Dornach in den Vorstand der Allgemeinen Anthroposophischen Gesellschaft berufen, wo er neben seiner allgemeinen Vorstandstätigkeit die Jugendsektion, später auch die Pädagogische Sektion leitete. Mehr als die Hälfte seiner zeitlebens gehaltenen 4889 Vorträge hielt er in den 16 Dornacher Jahren bis zu seinem Tod 1991. Er hielt Vortragsreisen auf allen Kontinenten, wenn auch schwerpunktmäßig in Europa. Seine gedruckten Werke sind mehrheitlich bearbeitete Vortragsnachschriften.

## Veröffentlichungen (auf Deutsch)
- Die Auswirkung der Anthroposophie auf verschiedenen Fachgebieten und ihr Verhältnis zur Anthroposophischen Gesellschaft. Natura, Arlesheim 1980
- Geistesschulung und Lebenspraxis. Die Grundstein-Meditation als Zukunftsimpuls. Verlag am Goetheanum, Dornach 1987, ISBN 3-7235-0444-2
- Der Ausbildungsalltag als Herausforderung. Verlag am Goetheanum, Dornach 1989, ISBN 3-7235-0556-2
- Der werdende Mensch. Zur meditativen Vertiefung des Erziehens. Freies Geistesleben, Stuttgart 1989, ISBN 3-7725-0946-0
- Soziales Üben. Verlag am Goetheanum, Dornach 1990, ISBN 3-7235-0560-0
- Meditation und Christus-Erfahrung. Wege zur Verwandlung des eigenen Lebens. Freies Geistesleben, Stuttgart 1990, ISBN 3-7725-1055-8
- Erkenntnisdrama in der Gegenwart. Goethes Faust. Verlag am Goetheanum, Dornach 1991, ISBN 3-7235-0594-5
- Jugend-Anthroposophie. Verlag am Goetheanum, Dornach 1992, ISBN 3-7235-0664-X
- Lebensdrama – Mysteriendrama. Zu Rudolf Steiners Mysteriendramen. Verlag am Goetheanum, Dornach 1993, ISBN 3-7235-0698-4
- Die gemeinsame Quelle von Kunst und Erkenntnis. Verlag am Goetheanum, Dornach 1999, ISBN 3-7235-1043-4

Beiträge:
- Die Verantwortung für die Erde. Notwendige Erkenntnisse. In: Das gefährdete Ich. Freies Geistesleben, Stuttgart 1980, ISBN 3-7725-0725-5
- Erziehung und Meditation. Verlag am Goetheanum, Dornach 1983, ISBN 3-7235-0361-6
- Bewusstseinswandel der modernen Menschheit. In: Mitteleuropa im Spannungsfeld der Gegenwart. Freies Geistesleben, Stuttgart 1986, ISBN 3-7725-0860-X
- Das Aufwachen zum wirkenden Geist in der Gemeinschaft. In: Geisteswissenschaft und Gesellschaftsgestaltung. Verlag am Goetheanum, Dornach 1987, ISBN 3-7235-0446-9
- Freiheit erüben. Meditation in der Erkenntnispraxis der Anthroposophie (u. a. mit Georg Kühlewind). Freies Geistesleben, Stuttgart 1988; 2. A. 1991, ISBN 3-7725-1205-4
- Wesenswirkung der dritten Hierarchie. In: Der Rhythmus von Wachen und Schlafen. Freies Geistesleben, Stuttgart 1990, ISBN 3-7725-1117-1
- Grundlage, Wirklichkeit, Zielsetzung der Waldorfpädagogik. Böhlau, Wien 1990, ISBN 3-205-05320-6
- Die Heilkraft der Mitte (mit Walter Holtzapfel). Natura, Arlesheim 1992

## Anmerkung
1. ↑  In Norwegen Jørgen geschrieben. In älteren Pässen stand auch Jørgen Faye Smit, nach einer in Norwegen gebräuchlichen Namenskonvention: Faye ist der Geburtsname der Mutter.

| Personendaten    | Personendaten                                        |
| ---------------- | ---------------------------------------------------- |
| NAME             | Smit, Jörgen                                         |
| ALTERNATIVNAMEN  | Smit, Jørgen Faye                                    |
| KURZBESCHREIBUNG | norwegischer Schriftsteller, Lehrer und Anthroposoph |
| GEBURTSDATUM     | 21. Juli 1916                                        |
| GEBURTSORT       | Bergen (Norwegen), Norwegen                          |
| STERBEDATUM      | 10. Mai 1991                                         |
| STERBEORT        | Arlesheim, Schweiz                                   |